# Airbus-Industrie-Flug 129
Der Airbus-Industrie-Flug 129 (Flugnummer: BGA129) war ein Erprobungsflug der Airbus Industrie mit einem Airbus A330-321 am 30. Juni 1994. Auf diesem Flug verlor die Besatzung die Kontrolle über die Maschine, wobei alle 7 Personen an Bord getötet wurden. Es handelte sich um den ersten und bis zum Air-France-Flug 447 einzigen tödlichen Zwischenfall mit einem Airbus A330 sowie den ersten Totalverlust einer Maschine dieses Typs.

## Flugzeug
Bei dem betroffenen Flugzeug handelte es sich um einen Airbus A330-321 mit dem Luftfahrzeugkennzeichen F-WWKH, der im Airbus-Werk Clément Ader in Toulouse als 42. Maschine des Typs A330 endmontiert wurde. Das zweistrahlige Großraumflugzeug mit Turbofantriebwerken des Typs Pratt & Whitney PW4164  absolvierte seinen Erstflug am 14. Oktober 1993. Das Flugzeug war für die Thai Airways International vorgesehen, zum Unfallzeitpunkt 259 Tage alt, hatte eine Gesamtbetriebsleistung von 360 Betriebsstunden und wurde für Erprobungszwecke durch Airbus bei der Eigentümerin entliehen. Airbus Industrie hatte bereits im Dezember 1993 bei Tests eine Maschine der Thai Airways beschädigt und war der Fluggesellschaft damit eine Entschädigungszahlung schuldig. Für die Testflüge waren die Firmenlogos und der Schriftzug der Thai Airways weiß überlackiert worden, die umlaufende Bauchbinde wurde jedoch beibehalten.

## Besatzung und Passagiere
Als Kapitän war der leitende Testpilot von Airbus, der US-Amerikaner Nick Warner, an Bord. Erster Offizier war Michel Cais, ein Prüfkapitän der Air Inter, der bei Aeroformation, einer Trainingsorganisation von Airbus arbeitete. Als drittes Besatzungsmitglied war ein Testingenieur mit an Bord.
Das Management von Airbus war daran interessiert, das neue Flugzeugmodell potentiellen Kunden vorzustellen und hielt den Testflug nicht für gefährlich. Als Passagiere mit an Bord genommen wurden daher ein leitender Angestellter von Airbus, ein leitender Angestellter von Thai Airways und zwei Piloten der Alitalia, Alberto Nassetti und Pier Paolo Racchetti, die sich in Toulouse befanden, um Flugtrainings bei der Airbus-Zentrale zu absolvieren.

## Flugplan
Der Testflug war Teil einer Testreihe, um den Autopiloten der Maschine gemäß Standards der Kategorie III zertifizieren zu lassen. Im Rahmen des Testfluges sollte das Flugverhalten der Maschine bei simulierten Triebwerksausfällen nach dem Start getestet werden. Dabei sollte ein Triebwerk in den Leerlauf geschaltet und ein Hydraulikkreislauf abgeschaltet werden. Auf diese Weise sollten Werte für den Autopiloten des A330 ermittelt werden, wie sie nur bei Starts unter extremen Bedingungen gewonnen werden können.

## Unfallhergang
Der erste Teil des Testfluges mit einer Flugdauer von 55 Minuten wurde erfolgreich mit einer Landung der Maschine auf Bahn 15L abgeschlossen. Am Boden wurde die Maschine gewendet, um einen anschließenden Start von Bahn 33R vorzunehmen. Der zweite Start wurde unter ähnlichen Bedingungen durchgeführt wie der erste, jedoch sollte diesmal die zu testende Modifikation des Autopiloten aktiviert werden. Der Schwerpunkt der Maschine befand sich bei diesem Start weit hinten. Die Maschine wurde diesmal durch den Ersten Offizier geflogen, der Kapitän hatte die Aufgabe, das Triebwerk sowie den Hydraulikkreislauf abzustellen und den Autopiloten einzuschalten.
Der Start der Maschine und das Abschalten der Systeme verliefen reibungslos. Der Start wurde vom Ersten Offizier im TOGA-Modus durchgeführt anstelle von Flex 49, einer niedrigeren Leistungseinstellung, die für den Testflug festgelegt wurde. Als sich der Nickwinkel von 12 auf 18 Grad erhöhte, beendete der Erste Offizier die Steuerbewegung zum Hochziehen der Maschine. Fünf Sekunden lang wurde erfolglos versucht, den Autopiloten einzuschalten, dies gelang erst beim dritten Eingabeversuch. Die Maschine ging anschließend unmittelbar zu einem Steigflug auf 2000 Fuß (ca. 610 Meter) über, der aus dem vergangenen Testflug noch im Flugsteuerungscomputer gespeichert war. Dabei erhöhte sich mit dem viel zu steilen Steigflug rasch der Nickwinkel der Maschine, während die Fluggeschwindigkeit abnahm. Anschließend vergingen weitere zwei Sekunden bis zur Aktivierung des Autopiloten, da der Erste Offizier den Nickwinkel durch eine Steuerbewegung des Sidestick leicht verringerte. Der Nickwinkel der Maschine, die immer noch so eingestellt war, dass sie um 2,2 Grad steigen sollte, erhöhte sich auf 29 Grad, während die Geschwindigkeit auf 145 Knoten (ca. 269 km/h) sank. Der Kapitän fuhr daraufhin entsprechend der Testanweisung die Leistung des linken Triebwerks zurück und schaltete die Hydrauliksysteme ab. Die Maschine rollte zur Seite. Der Kapitän verringerte daraufhin den Schub des laufenden Triebwerks, um die Schubasymmetrie zu verringern. Dies verschlimmerte die Situation, da nun die Geschwindigkeit der Maschine weiter abnahm. Bei einem Nickwinkel von 32 Grad und einer Geschwindigkeit von 100 Knoten (ca. 190 km/h) kam es zu einem Strömungsabriss. Für einen Erhalt des Auftriebs wäre eine Fluggeschwindigkeit von 118 Knoten (ca. 219 km/h) erforderlich gewesen. Die Maschine sank mit einem Nickwinkel von −15 Grad, der sich bis auf −43 Grad erhöhte, während sie einen linksseitigen Rollwinkel von 112 Grad erreichte. Den Piloten gelang es zwar, den Airbus teilweise wieder unter Kontrolle zu bringen, jedoch konnte die Maschine aufgrund der geringen Flughöhe nicht mehr komplett aus ihrer abnormen Fluglage abgefangen werden. Nach nur 60 Sekunden in der Luft stürzte die Maschine um 17:41 Uhr aus einer Flughöhe von 400 Metern am Rand des Flughafens Toulouse-Blagnac zu Boden. Bei dem Aufschlag wurden alle sieben Insassen getötet und der Airbus irreparabel zerstört.

## Unfalluntersuchung
Die Unfalluntersuchung wurde durch das französische BEA durchgeführt. Die Unfallermittler stellten eine Kombination von Faktoren fest, die, jeweils für sich gesehen, zu keinem Unfall geführt hätten. Hierzu zählte das BEA
- die Aktivierung des TOGA-Modus (voller Schub) anstelle von Flex 49
- den weit hinten liegenden Schwerpunkt beim letzten Start
- die Startkonfiguration mit zu steilem Nickwinkel
- der voreingestellte Steigflug auf 2000 Fuß
- unklare und späte Festlegung auf die Bedingungen des Testfluges sowie Aufgaben des Flugkapitäns und Ersten Offiziers
- die abrupten Steuereingaben des Ersten Offiziers zum Rotieren der Maschine
- die starke Beanspruchung des Kapitäns unmittelbar nach dem Start. Dieser musste den Autopiloten aktivieren, den Schub reduzieren und den blauen Hydraulikkreislauf abschalten.
- die fehlende Kontrolle des Rollwinkels im ausgewählten Modus des Autopiloten

Als Faktoren, die zu dem Unfall beigetragen hatten, vermerkte das BEA
- das Unvermögen der Besatzung, den eingestellten Modus des Autopiloten korrekt zu identifizieren
- das Vertrauen der Besatzung darauf, dass das Flugverhalten der Maschine den Erwartungen entsprechen würde
- die späte Reaktion des Ersten Offiziers auf die gefährlich gesunkene Fluggeschwindigkeit
- die lange Reaktionszeit des Flugkapitäns auf die abnorme Flugsituation